# Ectolopha viridescens
Ectolopha viridescens är en fjärilsart som beskrevs av George Francis Hampson 1902. Ectolopha viridescens ingår i släktet Ectolopha och familjen nattflyn. Inga underarter finns listade i Catalogue of Life.